# Microsynanthedon ambrensis
Microsynanthedon ambrensis is een vlinder uit de familie wespvlinders (Sesiidae), onderfamilie Sesiinae.
Microsynanthedon ambrensis is voor het eerst wetenschappelijk beschreven door Viette in 1955. De soort komt voor in het Afrotropisch gebied.